# Sou Fujimoto
Sōsuke Fujimoto (jap. 藤本壮介 Fujimoto Sōsuke; ur. 4 sierpnia 1971 roku na Hokkaido) – japoński architekt.

## Życiorys
Sou Fujimoto ukończył w 1994 studia na Wydziale Inżynierii Uniwersytetu Tokijskiego. W roku 2000 założył biuro architektoniczne Sou Fujimoto Architects. Jest wykładowcą między innymi: w Tokio University of Science od 2001, a także na Uniwersytecie Kiotyjskim od 2007. W 2008 jego Final Wooden House został podczas World Architecture Festival uznany za najlepszy dom jednorodzinny na świecie. W 2013 został wybrany do zaprojektowania kolejnego pawilonu Serpentine Gallery w Londynie.

## Projekty
- 2005 House T, Gunma
- 2006 Centrum dla dzieci z zaburzeniami umysłowymi, Hokkaido
- 2007 House O, Chiba, zniszczony w 2011
- 2007 – 2008 Final Wooden House, Kumamoto
- 2007 – 2008 House N, Oita
- 2008 House Before House, Sumika project, Utsunomiya
- 2008 – 2009 House H, Tokio
- 2009 – 2010 Tokio Apartment, Tokio
- 2010 House OM, Jokohama
- 2010 Biblioteka Musashino Art University, Tokio
- 2010 – 2011 House NA, Tokio
- 2011 Taiwan Tower (I miejsce w konkursie), Tajwan